# Aborichthys cataracta
Aborichthys cataracta је новооткривена врста риба из реда шаранки, која живи у притокама реке Ранга у североисточној Индији. Примерци ове врсте откривени су испод безименог водопада код села Хонг у дистрикту Горњи Субансири, Аруначал Прадешу. Највећа међу њима била је дужине 9.3 цм.